# Weikersdorf am Steinfelde
Weikersdorf am Steinfelde ist eine Gemeinde mit 1112 Einwohnern (Stand 1. Jänner 2025) im Bezirk Wiener Neustadt in Niederösterreich.

## Geografie
Weikersdorf am Steinfelde liegt im Süden des Industrieviertels in Niederösterreich. Wie schon der Name sagt, erstreckt sich die Gemeinde in der Ebene des Steinfeldes am Fuße der Hohen Wand. Ihre Fläche umfasst 14,22 Quadratkilometer. 44,84 Prozent der Fläche sind bewaldet.

## Nachbargemeinden
An Weikersdorf grenzen
- im Norden Bad Fischau-Brunn,
- im Osten Wiener Neustadt,
- im Süden St. Egyden am Steinfeld und
- im Westen Winzendorf-Muthmannsdorf.

## Geschichte
Vor Christi Geburt war das Gebiet Teil des keltischen Königreiches Noricum und gehörte zur Umgebung der keltischen Höhensiedlung Burg auf dem Schwarzenbacher Burgberg, die Hauptort für das ganze Nord-Ost-Norikum war.
Später unter den Römern lag das heutige Weikersdorf dann in der Provinz Pannonia.
Weikersdorf wurde 1146 als „Wikkersdorf“ bzw. „Wicherisdorf“ erstmals urkundlich erwähnt. Die Bezeichnung weist auf den althochdeutschen Namen „Wigheri“ (Kampfgenosse) hin, vermutlich der Name des Gründers, Besitzers oder Rodungsführers.
Am 1. April 1945 standen russischen Stoßtruppen der 99. Garde-Schützen-Division unmittelbar vor Weikersdorf am Steinfelde. Ein sowjetischer Panzervorstoß wurde von den deutschen Verteidigern abgewehrt. Danach erfolgt sowjetischer Artilleriebeschuss auf die Ortschaft. Dem damaligen Bürgermeister Hermann Laferl gelang die Kontaktaufnahme zu den Russen und er vereinbarte die kampflose Übergabe des Ortes am 2. April 1945.

### Bevölkerungsentwicklung
| Weikersdorf am Steinfelde: Einwohnerzahlen von 1869 bis 2025 | Weikersdorf am Steinfelde: Einwohnerzahlen von 1869 bis 2025 | Weikersdorf am Steinfelde: Einwohnerzahlen von 1869 bis 2025 | Weikersdorf am Steinfelde: Einwohnerzahlen von 1869 bis 2025 | Weikersdorf am Steinfelde: Einwohnerzahlen von 1869 bis 2025 |
| ------------------------------------------------------------ | ------------------------------------------------------------ | ------------------------------------------------------------ | ------------------------------------------------------------ | ------------------------------------------------------------ |
| Jahr                                                         |                                                              |                                                              |                                                              | Einwohner                                                    |
| 1869                                                         | 1869                                                         |                                                              | 747                                                          | 747                                                          |
| 1880                                                         | 1880                                                         |                                                              | 770                                                          | 770                                                          |
| 1890                                                         | 1890                                                         |                                                              | 750                                                          | 750                                                          |
| 1900                                                         | 1900                                                         |                                                              | 763                                                          | 763                                                          |
| 1910                                                         | 1910                                                         |                                                              | 769                                                          | 769                                                          |
| 1923                                                         | 1923                                                         |                                                              | 818                                                          | 818                                                          |
| 1934                                                         | 1934                                                         |                                                              | 785                                                          | 785                                                          |
| 1939                                                         | 1939                                                         |                                                              | 730                                                          | 730                                                          |
| 1951                                                         | 1951                                                         |                                                              | 717                                                          | 717                                                          |
| 1961                                                         | 1961                                                         |                                                              | 748                                                          | 748                                                          |
| 1971                                                         | 1971                                                         |                                                              | 865                                                          | 865                                                          |
| 1981                                                         | 1981                                                         |                                                              | 937                                                          | 937                                                          |
| 1991                                                         | 1991                                                         |                                                              | 967                                                          | 967                                                          |
| 2001                                                         | 2001                                                         |                                                              | 967                                                          | 967                                                          |
| 2011                                                         | 2011                                                         |                                                              | 1.077                                                        | 1.077                                                        |
| 2021                                                         | 2021                                                         |                                                              | 1.084                                                        | 1.084                                                        |
| 2025                                                         | 2025                                                         |                                                              | 1.112                                                        | 1.112                                                        |
| Quelle(n): Statistik Austria, Gebietsstand 1.1.2021          |                                                              |                                                              |                                                              |                                                              |

Durch den Neubau von Genossenschaftswohnungen und Viertelhäusern konnte der Zuzug in den letzten Jahren forciert werden – somit sind im Jahr 2008 rund 1000 Einwohner in dieser schönen Gemeinde beheimatet.

### Religion
Nach den Daten der Volkszählung 2001 sind 89,7 % der Einwohner römisch-katholisch und 1,2 % evangelisch. 2,7 % sind Muslime, 0,9 % gehören orthodoxen Kirchen an. 4,8 % der Bevölkerung haben kein religiöses Bekenntnis.

## Kultur und Sehenswürdigkeiten

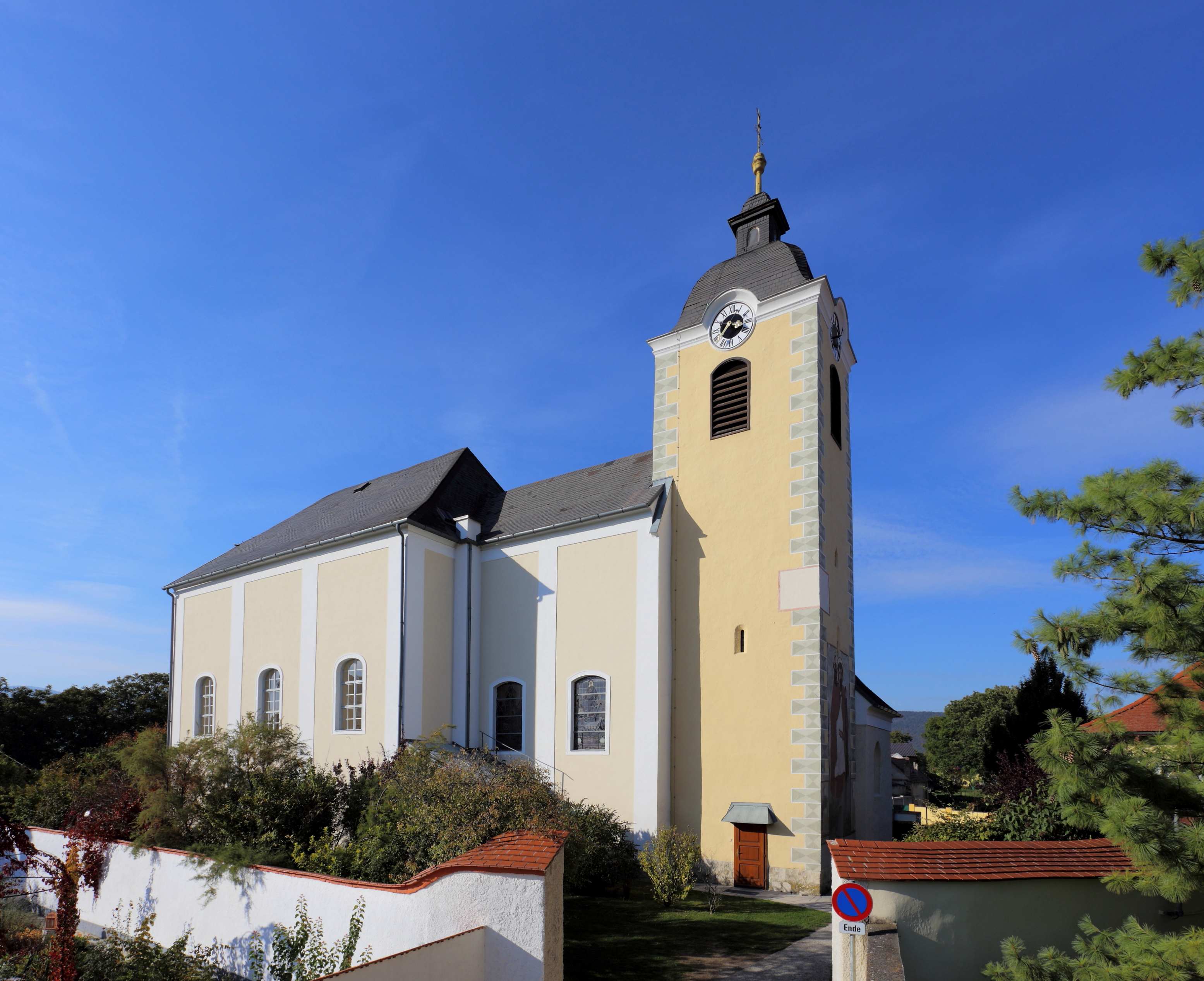
Pfarrkirche Weikersdorf am Steinfelde

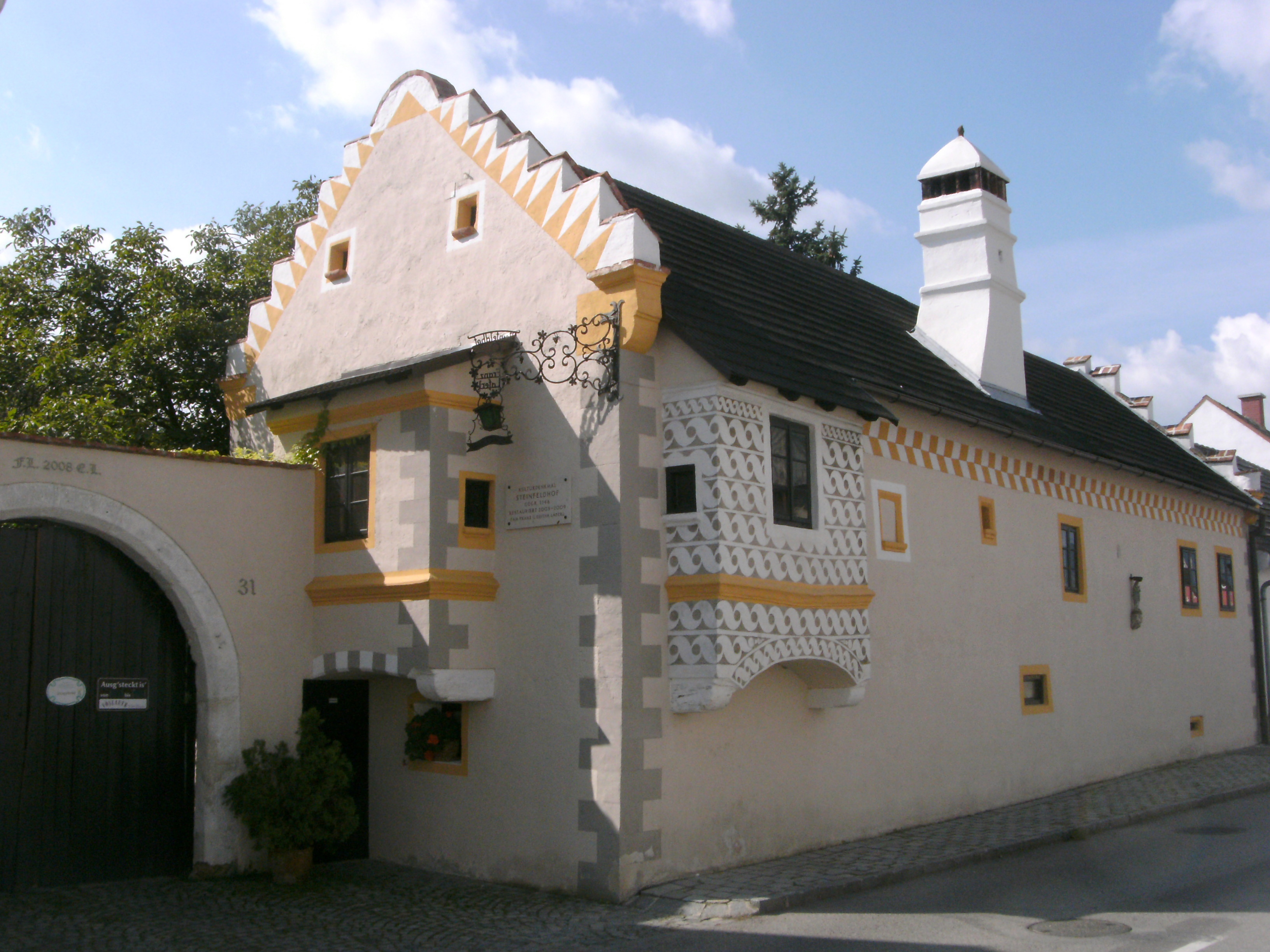
Steinfeldhof

- Pfarrkirche Weikersdorf am Steinfelde hl. Jakobus der Ältere: Ursprünglich eine romanische Chorquadratkirche aus der ersten Hälfte des 13. Jahrhunderts, deren Kernsubstanz noch vorhanden ist. In der ersten Hälfte des 14. Jahrhunderts Bau des Turmes über dem Chorquadrat. Im 15./16. Jahrhundert wurde die Annenkapelle errichtet, die seit 1753 als Sakristei dient. Unter dem Wiener Domherr Franz Zeißler erfolgte 1753 ein Um- und teilweiser Neubau. So wurden unter anderem das dreijochige Langhaus errichtet, der Chor erhöht und der Turm um eine Glockenstube aufgestockt sowie ein barocker Turmhelm aufgesetzt.[4]
- Steinfeldhof: Die Grundkonzeption stammt aus dem Jahre 1146.

## Wirtschaft
Im Jahr 2001 gab es 32 nichtlandwirtschaftliche Arbeitsstätten und 75 land- und forstwirtschaftliche Betriebe nach der Erhebung 1999. Nach der Volkszählung 2001 gab es 467 Erwerbstätige am Wohnort, die Erwerbsquote lag bei 49,63 Prozent.
Weikersdorf hat sich zum Zentrum für Betriebsansiedlungen in dieser Region entwickelt. Die ideale Lage am Ortsrand und mit direktem Autobahnanschluss zur A2 (Südautobahn) zeichnen das Industriegebiet der Gemeinde aus.

### Öffentliche Einrichtungen
In Weikersdorf befindet sich eine Volksschule.

### Sport, Freizeit und Tourismus
Weikersdorf am Steinfelde hat sich mit vielen Einrichtungen immer mehr als Naherholungszentrum profiliert. Die Gemeinde ist auch für die gemütlichen Heurigenschenken und Gasthöfe bekannt.
- Weinwanderweg: Als südlichste Weinbaugemeinde von Niederösterreich und letzte Weinbaugemeinde in der Thermenregion NÖ Süd, die entlang der ehemaligen römischen Verbindungsstraße liegt, ist der Weinwanderweg ein besonderes Angebot.
- markierte Wanderwege im angrenzenden Föhrenwald
- markierte Radwege
- markierte Reitwege
- sportliche Angebote wie beispielsweise
  - Laufstrecke Steinfeld
  - Reitstall
  - Fußballplatz
  - Tennisplätze
  - Rollerbladesbahn
  - Eislaufplatz

## Politik

### Gemeinderat
- Mit den Gemeinderatswahlen in Niederösterreich 2010 hatte der Gemeinderat folgende Verteilung: 12 ÖVP, und 3 SPÖ.[6] (15 Mitglieder)
- Mit den Gemeinderatswahlen in Niederösterreich 2015 hatte der Gemeinderat folgende Verteilung: 15 ÖVP, und 4 Unabhängige Liste Weikersdorf.[7]
- Mit den Gemeinderatswahlen in Niederösterreich 2020 hatte der Gemeinderat folgende Verteilung: 15 ÖVP, 3 Unabhängige Liste Weikersdorf und 1 SPÖ.[8]
- Mit den Gemeinderatswahlen in Niederösterreich 2025 hat der Gemeinderat folgende Verteilung: 14 ÖVP und 5 Unabhängige Liste Weikersdorf.[9]

### Bürgermeister
- 1945–1980 Hermann Laferl[10]
- 1980–2005 Franz Laferl (ÖVP)

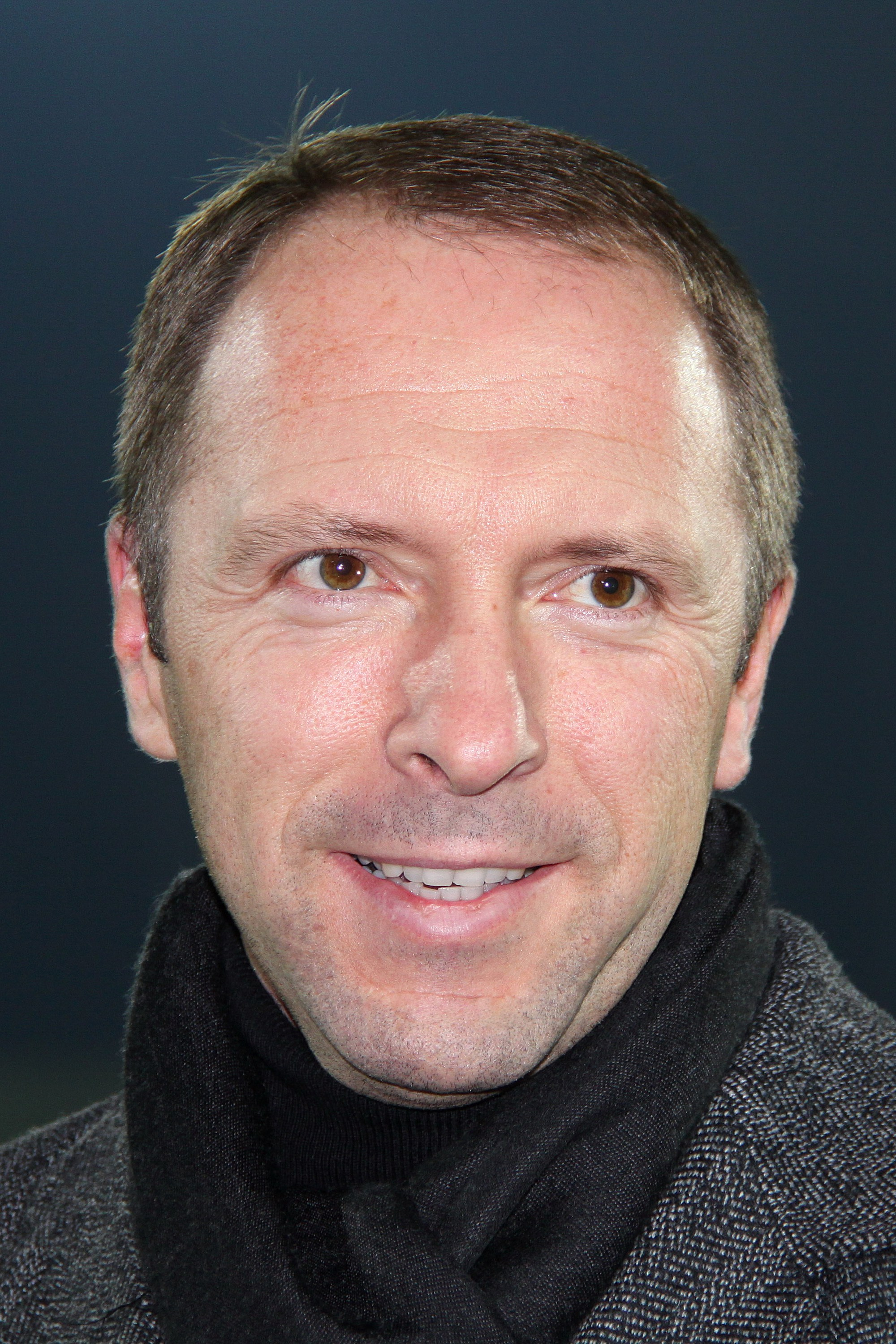
Bürgermeister Manfred Rottensteiner

- seit 2005 Manfred Rottensteiner (ÖVP)

### Wappen
Blasonierung: „In einem grünen Feld, das oben von einem mit einem grünen Föhrenzweig belegten goldenen Schildeshaupt und unten von einem schwarzen mit einem goldenen Kreuz belegten Schildesfuß begrenzt wird, ein goldener Zwerchhof mit geschlossenem Tor.“
Die aus dem Gemeindewappen abzuleitenden Farben der Gemeindefahne sind: Schwarz-Gelb-Grün.
Das Recht zur Führung eines Gemeindewappens wurde der Gemeinde Weikersdorf am Steinfelde vom niederösterreichischen Landtag am 3. Juli 1984 verliehen.

## Persönlichkeiten

### Söhne und Töchter der Gemeinde
- Johann Farnleitner (* 1939), Politiker
- Greta Freist (1904–1993), österreichische Malerin
- Elisabeth Markus (1895–1970), Bühnen- und Filmschauspielerin, Hörspielsprecherin
- Josef Pürzl (1852–1930), Architekt